# Municipio F (Montevideo)
El Municipio F es uno de los ocho municipios en los que se encuentra administrativamente dividido el departamento de Montevideo, en Uruguay. Tiene su sede en la Avenida 8 de Octubre n.º 4700 de la ciudad de Montevideo.

## Historia
El municipio fue creado como "Municipio 5" a través del Decreto departamental N.º 33209 del 17 de diciembre de 2009, en cumplimiento de los artículos 262, 287 y la disposición transitoria Y de la Constitución de la República y la Ley N.º 18567 de descentralización política y participación ciudadana. A este municipio se le adjudicaron los siguientes distritos electorales: BDA, BDB, BDC, BDE y BDF del departamento de Montevideo. Forman parte de él los Centros Comunales Zonales (CCZ) 9 y parte del 8. Su creación fue ratificada a través de la Ley N.º 18653 del 15 de marzo de 2010 por el Poder Legislativo.

## Ubicación, territorio y límites

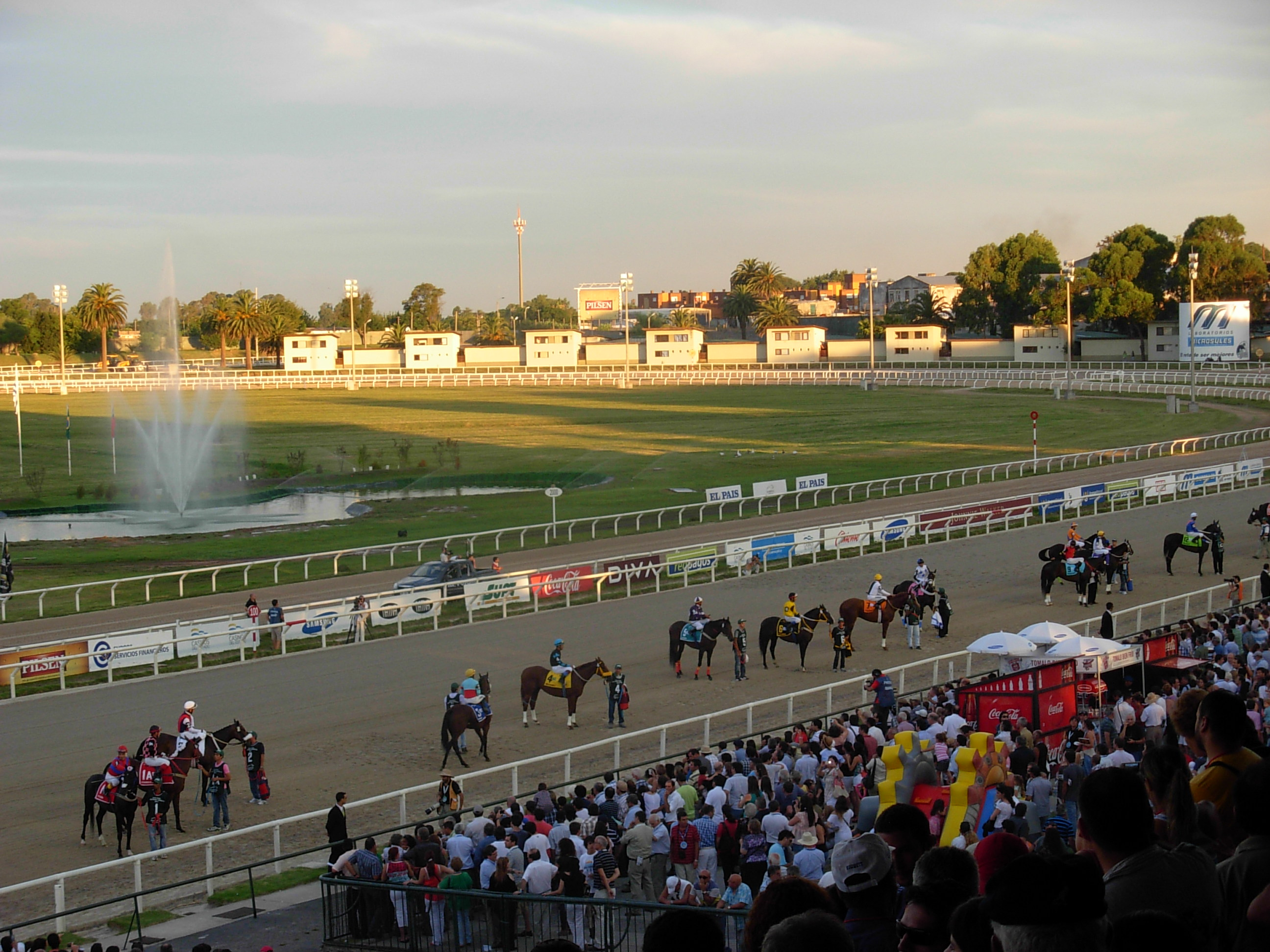
Vista del Hipódromo Nacional de Maroñas, ubicado en el municipio F.

El municipio F comprende una amplia zona urbana, así como áreas rurales del noreste y centroeste del departamento de Montevideo.
Sus límites territoriales fueron determinados por el decreto N.º 33209, siendo éstos las calles: Camino Carrasco, Pan de Azúcar, Avenida 8 de Octubre, Camino Corrales, el arroyo Toledo, Avenida General Flores, Avenida José Belloni, camino Paso del Andaluz, el límite departamental con Canelones y el arroyo Carrasco.
Quedan comprendidos dentro de sus límites los siguientes barrios:
| - Manga - Villa García - Manga Rural - Bañados de Carrasco - Las Canteras - Maroñas - Parque Guaraní | - Villa Española - Flor de Maroñas - Ituzaingó - Jardines del Hipódromo - Piedras Blancas - Punta de Rieles - Bella Italia |

## Autoridades
La autoridad del municipio es el Concejo Municipal, compuesto por el Alcalde y cuatro Concejales. 
| N.º | Alcalde                | Partido              | Inicio del mandato      | Fin del mandato         | Observaciones    |
| --- | ---------------------- | -------------------- | ----------------------- | ----------------------- | ---------------- |
| 1   | Francisco Fleitas      | Frente Amplio        | 9 de julio de 2010      | julio de 2015           | Alcalde electo   |
| 1   | Francisco Fleitas      | Frente Amplio        | julio de 2015           | 26 de noviembre de 2020 | Alcalde reelecto |
| 2   | Juan Pedro López Román | Coalición Multicolor | 27 de noviembre de 2020 | 12 de julio de 2025     | Alcalde electo   |
| 3   | Matilde Palermo        | Frente Amplio        | 12 de julio de 2025     | 2030                    | Alcaldesa electa |

###### Concejales vecinales
| N.º | Concejales        | Partido                    | Inicio del mandato | Fin del mandato    |
| --- | ----------------- | -------------------------- | ------------------ | ------------------ |
| 1   | Juan Coimbra      | Frente Amplio              | 9 de julio de 2010 | Julio de 2015      |
| 2   | Juan Bologna      | Frente Amplio              | 9 de julio de 2010 | Julio de 2015      |
| 3   | Silvana Lima      | Frente Amplio              | 9 de julio de 2010 | Julio de 2015      |
| 4   | Jorge Ramos       | Partido Nacional           | 9 de julio de 2010 | Julio de 2015      |
| 1   | Juan Bologna      | Frente Amplio              | Julio de 2015      | Septiembre de 2020 |
| 2   | Silvana Lima      | Frente Amplio              | Julio de 2015      | Septiembre de 2020 |
| 3   | Sandra González   | Partido de la Concertación | Julio de 2015      | Septiembre de 2020 |
| 4   | Fernando da Silva | Partido de la Concertación | Julio de 2015      | Septiembre de 2020 |
| 1   | Amalia Almeyra    |                            | 2020               | 2025               |
| 2   | Katrin Gómez      |                            | 2020               | 2025               |
| 3   | Jorge Nasso       |                            | 2020               | 2025               |
| 4   | Gimena Vidal      |                            | 2020               | 2025               |